# Bosco Puthur
Bosco Puthur (* 28. Mai 1946 in Parappur, Indien) ist ein indischer syro-malabarischer Geistlicher und emeritierter Bischof der Eparchie Sankt Thomas in Melbourne.

## Leben
Bosco Puthur empfing am 27. März 1971 das Sakrament der Priesterweihe für das Bistum Trichur.
Am 15. Januar 2010 ernannte ihn Papst Benedikt XVI. zum Titularbischof von Foratiana und bestellte ihn zum Kurienbischof im Großerzbistum Ernakulam-Angamaly. Der syro-malabarische Großerzbischof von Ernakulam-Angamaly, Varkey Kardinal Vithayathil CSsR, spendete ihm am 13. Februar desselben Jahres die Bischofsweihe; Mitkonsekratoren waren der Erzbischof der Erzeparchie Tellicherry, George Valiamattam, und der Erzbischof von Trichur, Andrews Thazhath.
Am 11. Januar 2014 ernannte ihn Papst Franziskus zum Bischof der neuerrichteten Eparchie Sankt Thomas in Melbourne. Die Amtseinführung fand am 25. März desselben Jahres statt.
Am 14. Januar 2023 wurde seinem altersbedingten Rücktrittsgesuch durch Papst Franziskus stattgegeben und gleichzeitig John Panamthottathil als Nachfolger bestimmt.
Am 7. Dezember 2023 ernannte ihn Papst Franziskus zum Apostolischen Administrator des nach dem Rücktritt von George Kardinal Alencherrys vakanten Großerzbistums Ernakulam-Angamaly. Von dieser Aufgabe wurde er erst am 11. Januar 2025 entbunden, ein Jahr nach dem Amtsantritt von Alencherrys Nachfolger Raphael Thattil, dem gleichzeitig ein Vikar zur Seite gestellt wurde.